# Childers
Childers – miasto w Australii, w stanie Queensland.